# چهل کچل
چهل کچل فیلمی از صادق صادق‌دقیقی در جایگاه کارگردان پس از فیلم تا آمدن احمد است. این فیلم چهل کچل به تهیه کنندگی پروانه مرزبان انجام شده است.
این فیلم پس از چندین سال توقیف سرانجام در سال ۱۳۹۹ موفق به دریافت پروانه نمایش شد.

## داستان فیلم
این فیلم در رابطه با نوجوانی است که پدرش در دوران هشت سال دفاع مقدس جانباز شده و حال روابط این فرزند با پدر خود ماجراهایی را شکل می‌دهد.

## جوایز
- دیپلم افتخار در جشنوارهٔ بین‌المللی فیلم‌های کودکان و نوجوانان برای بهترین بازیگر نوجوان - بخش ملی
- بهترین دستاورد فنی و هنری فیلم سینمایی - بخش ملی